# Fokker D.XXI
Фо́кер D.XXI (нидерл. Fokker D.XXI) — одномоторный одноместный истребитель, свободнонесущий низкоплан смешанной конструкции с неубирающимся в полёте шасси и закрытой кабиной пилота.
Разработан под руководством авиаконструктора Иржи Шацки на заводе компании Fokker в Южном Амстердаме. Первый полёт прототипа состоялся 27 марта 1936 года.

## История создания
Проект истребителя разрабатывался на заводе фирмы «Fokker» в Южном Амстердаме под руководством Эриха (Иржи) Шацки под названием «Проект 112» (нидерл. Ontverp 112) и представлял собой комбинацию новых идей с наиболее удачными решениями ранних конструкций самолётов Fokker C.X и Fokker D.XVII.
Планер проектировался как смешанная дерево-металлическая конструкция. Такой подход позволял создать простую в производстве, дешевую и надёжную в эксплуатации машину. Самолёт обладал заведомо более низкими лётными характеристиками в сравнении с истребителями, проекты которых предполагали более прогрессивные конструктивные решения и методы на основе новых конструкционных материалов.
Основным заказчиком выступали Голландские ВВС, но количество истребителей, которые предполагалось закупить было невелико. Поэтому при запуске машины в серийное производство компания Fokker планировала новый истребитель и к поставкам на экспорт. Руководство фирмы сочло, что новая проектируемая машина, способна будет найти сбыт в небольших странах, которые не могут позволить себе купить дорогую и сложную современную технику, а нуждаются в простых и дешёвых боевых самолётах.
Истребитель-моноплан Fokker D.XXI создавался в тесном взаимодействии с британской компанией Rolls-Royce Ltd, которая выпускала авиационные двигатели.
Первоначально предусматривалось, что силовой установкой самолёта будет 650-сильный двигатель Rolls-Royce Kestrel IV с охлаждением Престона.
Планировалось, что истребитель будет вооружен пулемётами винтовочного калибра, либо 20 мм пушками, устанавливаемыми в крыльях и фюзеляже.
Конструктивными расчётами лётных характеристик предполагалось довести максимальную скорость самолёта до 410 км/ч на высоте 4250 м, при дальности полёта 888 км и потолоке 10 000 метров.
14 ноября 1934 года фирма представила Авиационному отделу голландской армии на выбор две модели самолёта:
- Проект истребителя-моноплана Fokker D.XXI
- Прототип Fokker D.XIX, который являлся модернизированным вариантом истребителя Fokker D.XVII.

Согласно концепции ВВС новый боевой самолёт предполагалось использовать в составе ВВС голландской Ост-Индии (нидерл. Militaire Luchtvaart van het Koninklijk Nederlands-Indisch Leger, ML-KNIL). Военным требовался недорогой истребитель, позволяющий прикрывать с воздуха удалённые друг от друга на большие расстояния стратегические объекты. Выдающиеся лётные данные боевой машине не требовались, поскольку потенциальный противник не имел авиации современного типа в этом регионе.
В начале 1935 года с Авиационным отделом голландской армии был заключён контракт на постройку прототипа с целью его оценки для службы в Голландской Ост-Индии.
Самолёт был оснащен двигателем воздушного охлаждения Bristol Mercury VI-S мощностью 645 л. с., заключённым в удлинённый капот типа NACA с небольшими выштамповками под головки цилиндров. Машина имела двухлопастной металлический винт с шагом, предварительно изменяемым перед полётом.
На самолёт устанавливался 350 литровый топливный бак, расположенный между двигателем и кабиной пилота, но задний бак и радиостанция не на прототип не монтировались.
Прототип впервые взлетел 27 марта 1936 года с аэродрома Велсхэп (Welschap) возле Эйндховена, пилотируемый лётчиком-испытателем компании Fokker чехом Эмилем Мейнеке. Первый полёт показал, что истребитель оказался достаточно маневренным, устойчивым и приятным в пилотировании.

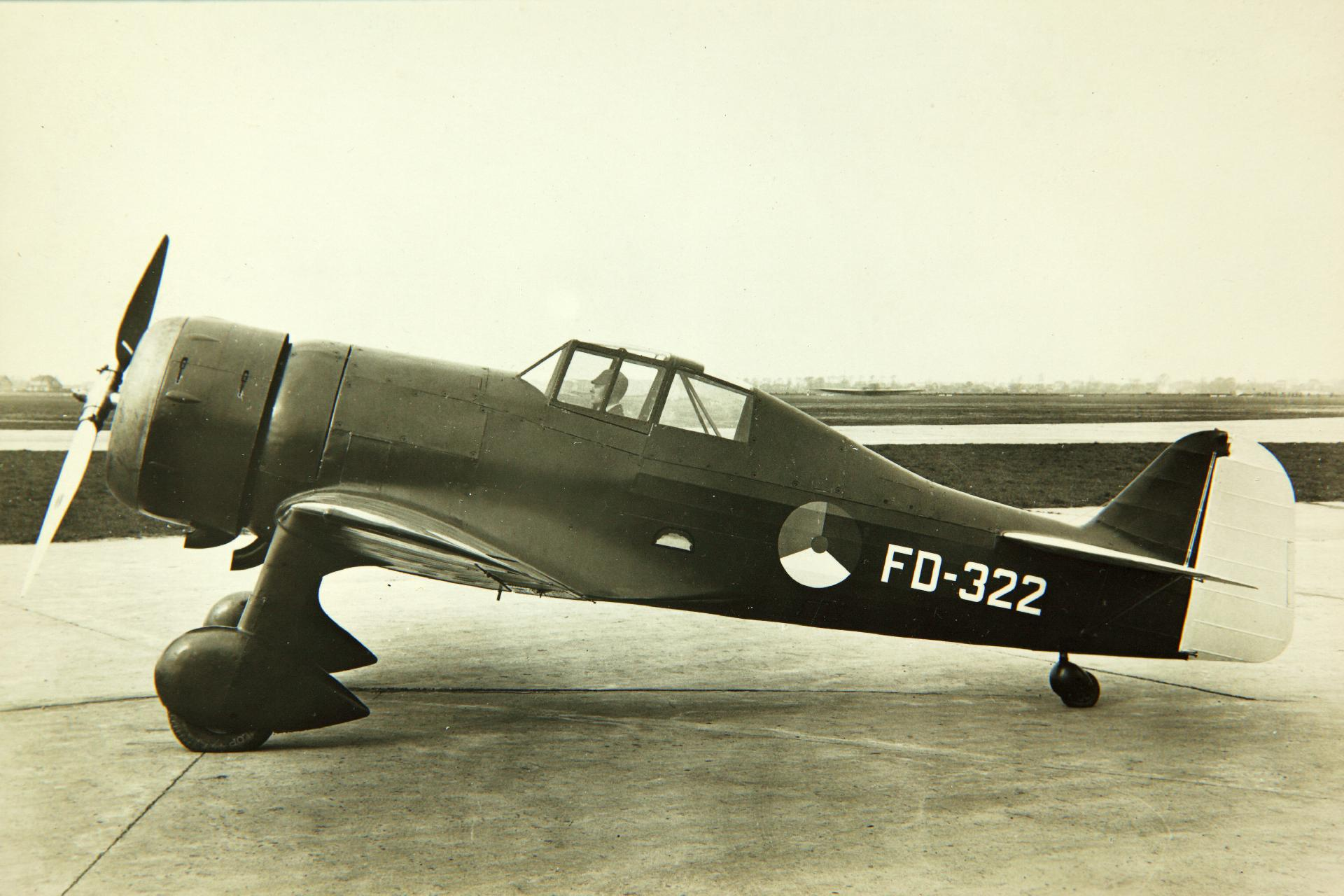

К моменту испытаний прототипа Fokker D.XXI концепция применения боевого самолёта в ВВС Голландии изменилась. По мнению военных вместо истребителей, разбросанных по редким аэродромам огромной территории Ост-Индии, было принято решение разместить здесь бомбардировщики, способные нанести потенциальному противнику упреждающий бомбовый удар. В итоге ВВС отказались от идеи поставить на вооружение заморских территорий истребители Fokker D.XXI и разместили заказ на закупку средних бомбардировщиков Martin 139WH.
Будущее нового истребителя повисло в воздухе. Руководство фирмы предложило свой самолёт на вооружение лётных частей ВВС, размещённых в метрополии, но встретило отказ обусловленный двумя причинами:
- 1. Лётно-технические характеристики самолёта не отвечали требованиям боевых действий в Европе и уступали как истребителям других стран, так и скоростным бомбардировщикам, которые уже появились на вооружении некоторых государств;
- 2. Руководство голландских ВВС увлеклось идеей многоцелевых самолётов, которые могли одновременно выполнять функции истребителя, разведчика и бомбардировщика.

Новым требованиям военных кажется удовлетворял разрабатываемый на фирме Fokker боевой самолёт Fokker G.1. Однако конструкция предложенной машины была ещё сырой и работы по её доводке затягивались.
А перед Голландскими ВВС уже стала проблема замены устаревших бипланов Fokker D.XVI и Fokker D.XVII, поэтому 24 ноября 1936 года министерство обороны согласилось купить один самолёт Fokker D.XXI для проведения всесторонних лётных испытаний.
Пилоты ВВС испытывали прототип Fokker D.XXI с 25 ноября 1936 года по 10 января 1937 года на военном аэродроме Сустерберг. Самолёт предполагалось сравнить с разведчиком Koolhoven FK-58, который предложила военным конкурирующая фирма Коолховена.
Самолёт Koolhoven FK-58 проектировал Иржи Шацки, который к тому времени уже оставил фирму Fokker и получил место конструктора на фирме Koolhoven.
Таким образом сложилась парадоксальная и драматическая ситуация: в состязание вступали самолёты двух конкурирующих фирм, спроектированные одним конструктором.
Проектируемый самолёт-разведчик Koolhoven FK-58 представлял собой новый шаг в конструкторском мышлении Шацки. Машина имела убираемое в полёте шасси, что наряду с другими усовершенствованиями позволило заявить проектную максимальную скорость в 520 км/ч.
Однако проектирование, постройка и доводка прототипа затягивались и самолёт-разведчик Koolhoven FK-58 не был готов к первому полёту вплоть до сентября 1938 года.
В сложившихся условиях Голландские ВВС готовы были закупить и поставить на вооружение партию уже всесторонне испытанного в воздухе самолёта Fokker D.XXI, но при условии выполнения дополнительных требований.
С целью улучшения тактико-технических качеств нового самолёта военные предлагали фирме Fokker осуществить следующие конструктивные усовершенствования:
- ввести демпферы в мотораме;
- улучшить отделку наружных поверхностей;
- увеличить жёсткость стойки хвостового колеса;
- подкрепить полотно по передним кромкам киля и стабилизатора;
- усилить тросовую проводку к рулям

а также некоторые другие.
Для удобства эксплуатации в лётных строевых частях винтомоторную установку лёгкого одноместного многоцелевого самолёта Fokker D.XXI было предложено унифицировать с проектируемым бомбардировщиком Fokker T.V, оснастив машину на выбор двигателями Bristol Mercury VII или VIII мощностью 830 л. с.
Требования ВВС были вполне приемлемы и фирма Fokker обещала в модернизированной конструкции самолёта учесть все пожелания военных.
В 1937 году голландское правительство выделило средства для закупки 36 модернизированных многоцелевых боевых самолётов Fokker D.XXI для собственных ВВС. Первая серийная машина взлетела в Схипхоле 20 июля 1938 года и была испытан лётчиками-инструкторами вторым лейтенантом запаса де Звааном и капитаном Ван Гемерном. Последняя из 36 выпущенных машин была передана лётным частям ВВС 8 сентября 1939 года. Самолёты несли бортовые серийные номера 212—247. После испытаний машины перегонялись из Схипхола на голландскую авиабазу в Сустерберге.

## Экспортные варианты
Параллельно продажи самолётов собственным ВВС, фирма Фоккер освоила и экспортную продажу своего самолёта.

### Дания
В июле 1937 года Дания закупила два экземпляра, идентичные прототипу, с двигателем Mercury VI-S (самолёты получили обозначения J-41 и J-42), которые прибыли в Копенгаген 29 апреля 1938 года. Самолёты отличались друг от друга винтами — J-41 был оснащен двухлопастным, а J-42 трёхлопастным. Датчане также приобрели производственную лицензию для Королевского армейского авиазавода в Копенгагене, который впоследствии выпустил 10 машин (J-43 — J-52). Три первых датских самолётов были выпущены к концу 1939 года. Машины датского производства оснащались двигателем Mercury VIII и несли два 7,9-мм пулемёта системы Мадсена выпускавшихся компанией DISA. Один из самолётов (J-47), в экспериментальном порядке был оснащен двумя 20-мм пушками Madsen в подкрыльевых гондолах.

### Финляндия
18 ноября 1936 года финское правительство обратилось с просьбой продать 7 D.XXI, оснащенные двигателем Bristol Mercury VIII и вооружённые 4 пулемётами (2 в крыле и 2 в фюзеляже) и предоставить лицензию на изготовление 14 истребителей. 7 мая 1937 года контракт был подписан, а 15 июня его дополнили лицензией ещё на 21 самолёт. Первой партии из 7 машин, финны присвоили номера FR-76 — FR-82. Первая из машин голландской постройки была готова в августе 1937 года и показала превосходство над прототипом, что в свою очередь также повлияло на решение голландских ВВС о замене двигателя на своих машинах.

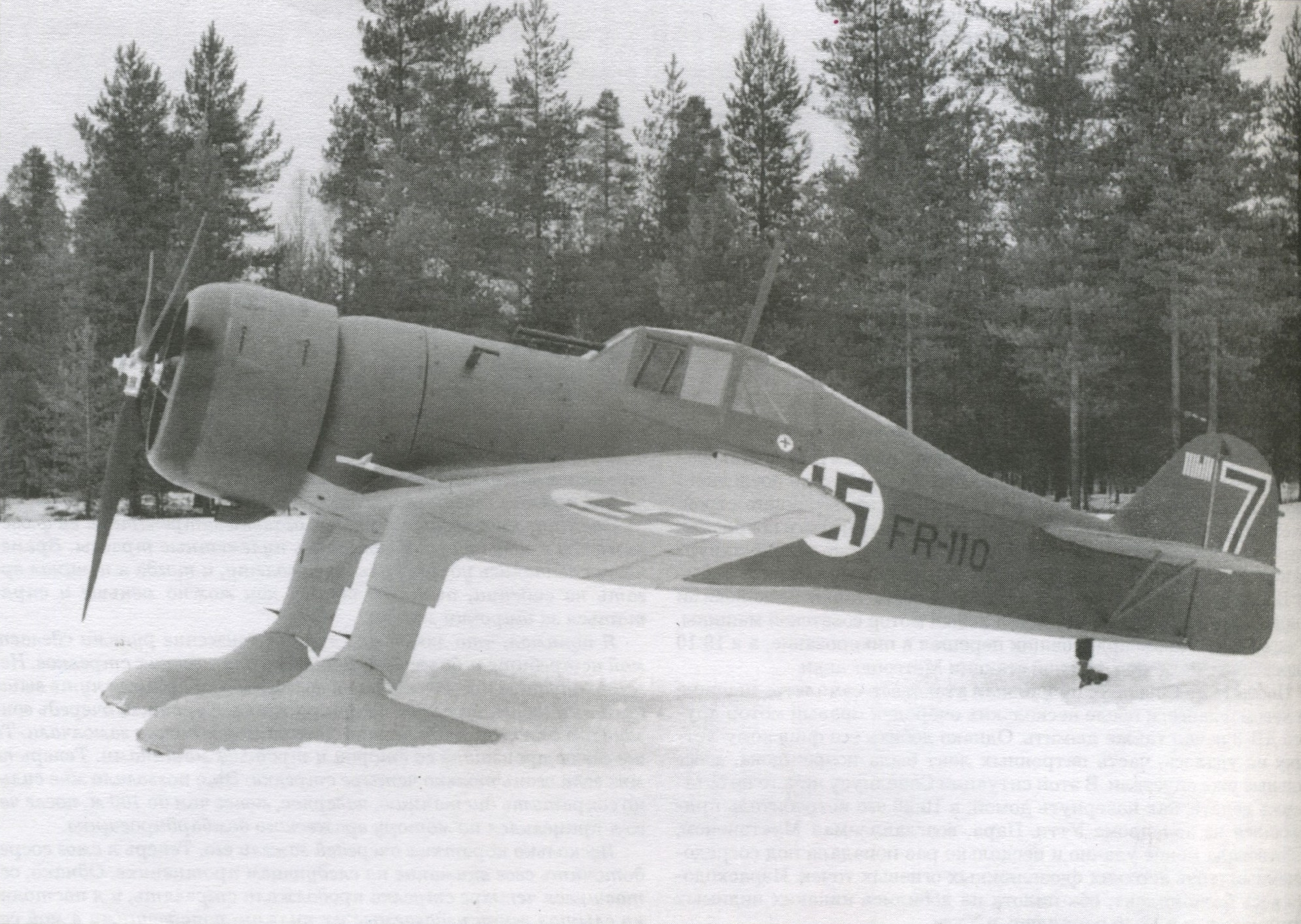
Истребитель Фоккер D.XXI финских ВВС, 1939 год

С октября 1938 года, когда был собран первый финский самолёт, развернулась лицензионная постройка D.XXI на государственном авиазаводе «Валтион лентоконетехдас» в Тампере. Финских специалистов привлекла в первую очередь технологическая простота машины, для производства которой не требовалось дорогого оборудования, сложной оснастки и большого количества высококвалифицированных специалистов. При этом они внесли в конструкцию машин дальнейшие изменения. Вместо одинарного подкоса крепления стабилизатора установили двойной V-образный. На закабинном гаргроте появилась дополнительная прямоугольная прозрачная панель для улучшения обзора задней полусферы. Несколько изменился и верхний узел подвески руля поворота. Самолёты оснащались современным рефлекторным прицелом Revi 3 , в отличие от голландских, оснащаемых коллиматорным (кольцо с мушкой). Также на самолёты ставились двигатели Mercury VII финского производства. Машины выпускались двумя сериями: с номерами FR-83 — FR-96 в ноябре 1938 — марте 1939 года и FR-97 — FR-117 в марте — июле 1939 года (всего 35 штук). Последний из них покинул сборочный цех 27 июля 1939 года.
После производства оговоренных лицензией самолётов финны закупили дополнительную лицензию на производство ещё 50 машин. Эта серия выпускалась в период с января 1940 года по март 1941 года. Поскольку мощности завода в Тампере были небольшие и, помимо истребителей Фоккера, он выпускал лицензионную версию британского Bristol Blenheim, также использующего двигатели Bristol Mercury VIII, то перед финнами стала проблема нехватки этих двигателей. Тогда они приняли решение произвести всю партию с американскими двигателями Pratt & Whitney R-1535 Twin Wasp Junior, имевшимся в достаточном количестве. Более громоздкий двигатель видоизменил самолёт. Помимо изменившегося капота двигателя, на котором появились регулируемые жалюзи и выхлопные патрубки с обеих сторон двигателя (до этого стояли только справа), на машинах этой серии были введены следующие изменения: все четыре пулемёта теперь располагались в крыльях; были применены новые формы обтекателей, новая форма руля и был изменён воздухозаборник карбюратора. При этом самолёт потяжелел почти на 100 килограмм и лётные характеристики самолёта снизились. Скорость составила всего 438 км/ч (максимальная скорость понизилась на 22 км/ч.), ухудшились скороподъемность и маневренность. Машины этой партии получили номера FR-118 — FR-167. На двух самолётах (FR-117 и FR-167) в порядке эксперимента было смонтировано убирающееся шасси.
Последняя пятая финская серия была изготовлена из имеющихся заделов в августе — ноябре 1944 года в составе 5 штук. Эти самолёты получили номера FR-171 — FR-175. Они были идентичны самолётам 4-й серии, хотя некоторые источники утверждают, что они оснащались двигателями Bristol Pegasus X.

### ВВС Нидерландов

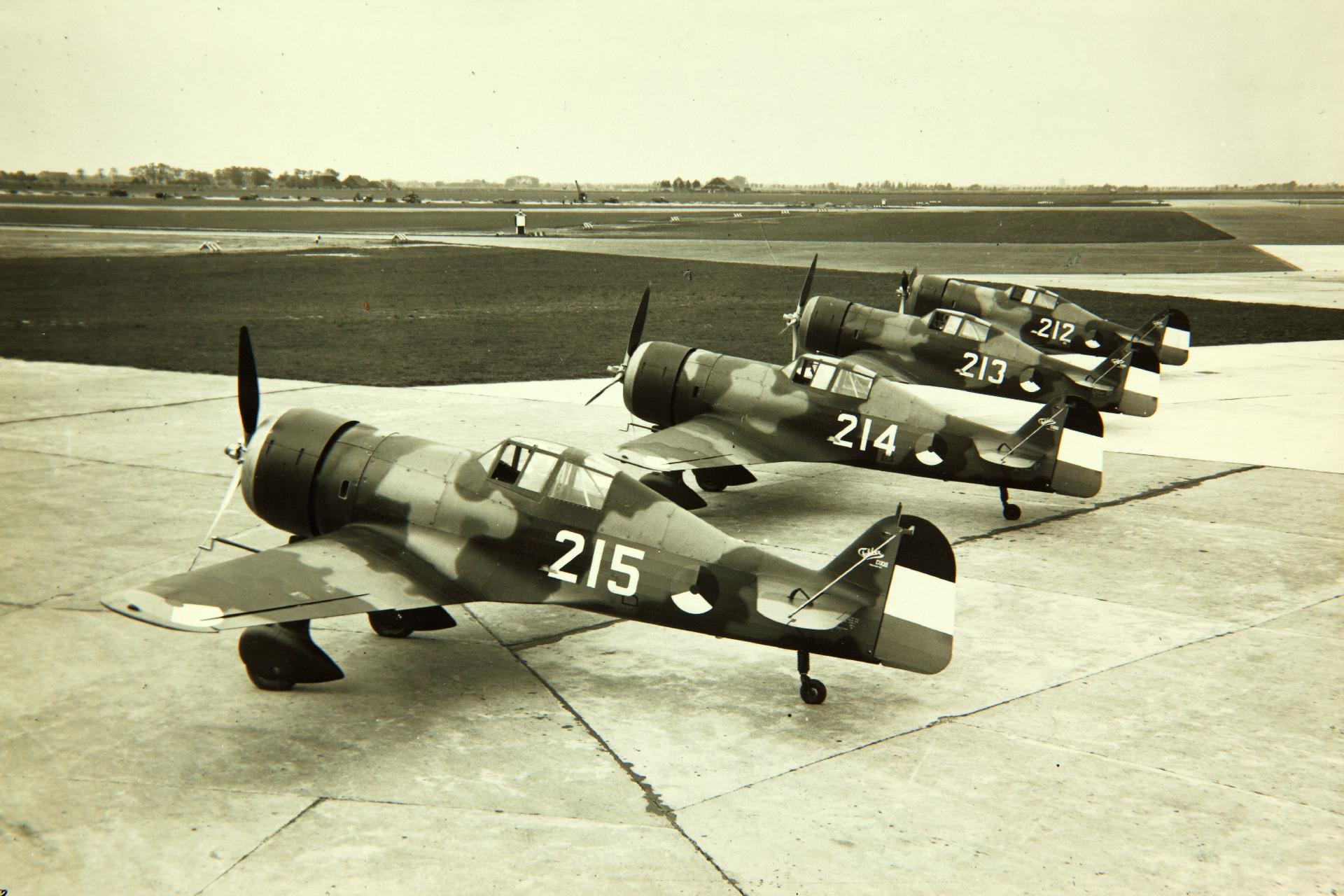

### Испания
Республиканское правительство Испании также закупило производственную лицензию на Fokker D.XXI, после чего в Испании собрали около 50 планеров. В то же время, поскольку Голландия строго соблюдало эмбарго наложенный Лигой Наций на поставку оружия в Испанию, никакой технической помощи видимо не оказывалось. Испанские D.XXI были оборудованы шасси Messier, позднее применёнными на учебно-тренировочном самолёте Hispano-Suiza HS-42. В испанских документах упоминается, что по крайней мере один самолёт под управлением пилота Mariano Palacios Menendez летал в августе — октябре 1938 года над заводским аэродромом в Эль-Кармоли, с установленным на нём советским двигателем М-25 — копией американского «Райт-Циклона», и вооружением из 4 пулемётов ШКАС. Но вскоре республиканцы вынуждены были отступить и при отступлении из Эль-Кармоли взорвали авиазавод, уничтожив всю документацию по «фоккерам». Попыток возобновить производство «фоккеров» в Испании не предпринималось.

## Модификации
- D.XXI-1, 1936 год. Мотор Bristol Mercury VI-S (645 л. с.) изготовлены: прототип под регистрационным номером FD-322 и 2 самолёта для ВВС Дании (регистрационные номера J-41 и J-42)
- D.XXI-2, 1937 год. Мотор Bristol Mercury VIII (760 л. с.) самолёты для ВВС Голландии — 36 штук (регистрационные номера 212—247) и ВВС Финляндии — 7 штук (регистрационные номера FR-76 — FR-82)
- D.XXI, 1938 год. Испанский вариант с советским мотором М-25 — кол-во и номера не известны
- D.XXI, 1939—1940 годы. Датская лицензионная модель. Мотор Bristol Mercury VIII (760 л. с.), изготовлено 10 штук (регистрационные номера J-43 — J-52)
- D.XXI-3, 1938—1939 годы. Финская лицензионная модель. Мотор Bristol Mercury VIII (760 л. с.) В 1939 году построено 35 штук (регистрационные номера FR-83 — FR-117)
- D.XXI-E1, 1938 год. Bristol Mercury VIII (760 л. с.) — экспериментальный вариант с резко выраженным сужением крыла к концу, возможно на основе серийного самолёта
- D.XXI-4, 1941 год. Финская лицензионная модель. Мотор Pratt & Whitney R-1535 Twin Wasp Junior (825 л. с.) построено 50 штук (регистрационные номера FR-118 — FR-167)
- D.XXI-5, 1944 год. Финская лицензионная модель. Мотор Pratt & Whitney R-1535 Twin Wasp Junior(825 л. с.) построено 5 штук (регистрационные номера FR-171 — FR-175)

## Боевое применение

### ВВС Дании
Когда немецкие войска в апреле 1940 года вторглись в Данию, 8 Fokker D.XXI были в строю 2-й эскадрильи Армейского авиационного корпуса, входившей вместе с 4-й эскадрильей, вооружённой Fokker C.V, в группу «Ютланд». Они базировались на аэродроме Фаэрлозе (Vaerlose), под Копенгагеном, где была сосредоточена вся немногочисленная датская авиация.
Участие датских самолётов было минимальным. 9 апреля в 4 часа утра дежурный по аэродрому получил телефонное сообщение с поста ПВО о том, что большая группа немецких самолётов пересекла границу и движется на Копенгаген. Немедленно была объявлена боевая тревога. В 4:15 первый датский истребитель пошёл на взлет, но в этот момент над аэродромом появились «мессершмитты» Bf.110 из состава I./ZG1, которые сбили его и принялись штурмовать остальные машины, которые только прогревали моторы. Уже в 4:30 датские ВВС фактически перестали существовать. Ни один из оставшихся «фоккеров» уже не смог взлететь. Ещё через три часа раздался звонок из министерства обороны. Офицер передал приказ короля о капитуляции, на чём закончилось сопротивление датских вооружённых сил нацистской оккупации, как и карьера Fokker D.XXI в Дании.

### ВВС Финляндии

#### «Фоккер» во время Зимней войны
К началу Зимней (Советско-Финской) войны именно Fokker D.XXI оказался основным и новейшим истребителем финских ВВС. На конец ноября 1939 года в боевом составе ВВС насчитывался 31 одноместный моноплан данного типа. Из них генерал Я. Ф. Лундквист, командующий военно-воздушными силами Финляндии, сформировал 24-ю истребительную эскадрилью, базировавшуюся в Имола на Карельском перешейке. В бой Fokker D.XXI вступил 1 декабря 1939 года, на второй день войны. Первым пилотом совершившим успешный боевой вылет стал в этот же день капитан ВВС Финляндии Эйно Лююкканен, сбивший советский бомбардировщик СБ-2. Некоторые «Фоккеры» были оснащены лыжами, что давало возможность использовать их в прифронтовой полосе, где часто самолётам приходилось приземляться на заснеженный лёд. Прочие были снабжены обычными неубирающимися шасси, поэтому посадка в глубокий снег была для них достаточно опасным делом.

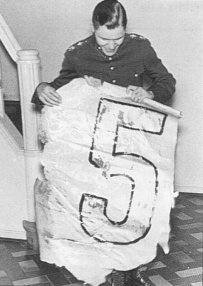
Йорма Сарванто демонстрирует фрагмент обшивки сбитого им советского бомбардировщика

Наиболее результативным пилотом «Фоккера» стал лейтенант Йорма Сарванто — 13 подтверждённых побед и 4 неподтверждённые. 6 января 1940 года Сарванто вступил в бой с семью советскими бомбардировщиками ДБ-3 и за 6 минут сбил шесть из них, использовав весь боекомплект в 2000 патронов. Все самолёты упали на финской территории и были обнаружены (два члена экипажа пленены).
2 февраля 1940 года советский ас Антонов Яков Иванович сбил истребитель Fokker D.XXI. По финским данным, 2 февраля 1940 года в бою с И-16 из 25-го ИАП над посёлком Рауха был сбит один Fokker D.XXI из 4/LLv24. его пилот — датский доброволец лейтенант Фритц Расмуссен (дат. Fritz Rasmussen) — погиб. 21 марта 1940 года за мужество и отвагу, проявленные в схватках с врагами, Антонов Яков Иванович удостоен звания Героя Советского Союза.
При подведении итогов Зимней войны генералу Лундквисту было доложено, что только одни «Фоккеры» сбили 120 советских бомбардировщиков, потеряв при этом 12 самолётов (из общего количества потерь финских ВВС в 62 самолёта) и всего 8 пилотов. Таким образом, именно в составе Финских ВВС истребитель Fokker D.XXI показал свою реальную достаточно высокую боеспособность, правда, против устаревших, но значительно численно превосходивших советских самолётов образца начала-середины 1930-х годов и достойно вошёл в историю мировой военной авиации.
13 февраля 1940 года советский лётчик-истребитель Я. Ф. Михин во время воздушного боя таранил и сбил финский истребитель «Gloster Gladiator», ударив его крылом по килю, а затем сумел посадить свой самолёт. Пилот Карл-Кнут Калмберг погиб, а за совершение тарана Михин был награждён орденом Красного Знамени. До последнего времени сбитым самолётом считали «Fokker D.XXI», который пилотировал финский ас (6 побед), лейтенант Тату Гуганантти. Самолёт якобы обнаружен, но восстановлению не подлежал.

#### «Фоккеры» в Советско-финской войне (1941—1944)
В советско-финская война 1941—1944 гг. Fokker D.XXI снова стал ключевым элементом финских ВВС.  В начале войны шесть D.XXI с двигателями Mercury сбили пару советских бомбардировщиков Ильюшин ДБ-3. Несколько пилотов финских ВВС стали асами-истребителями на Fokker D.XXI. Самый результативный финский ас Йорма Сарванто одержал на Fokker'е 12 побед; многие другие будущие асы также одержали хотя бы одну победу на Fokker D.XXI. Самым результативным стал самолет с бортовым номером FR-110, одержавший 10 побед; этот самолет пережил войну и выставлен в  Музее ВВС Финляндии. Финляндия продолжала использовать Fokker D.XXI до 1949 года. Последние самолеты были списаны в 1952 году.

## Описание конструкции

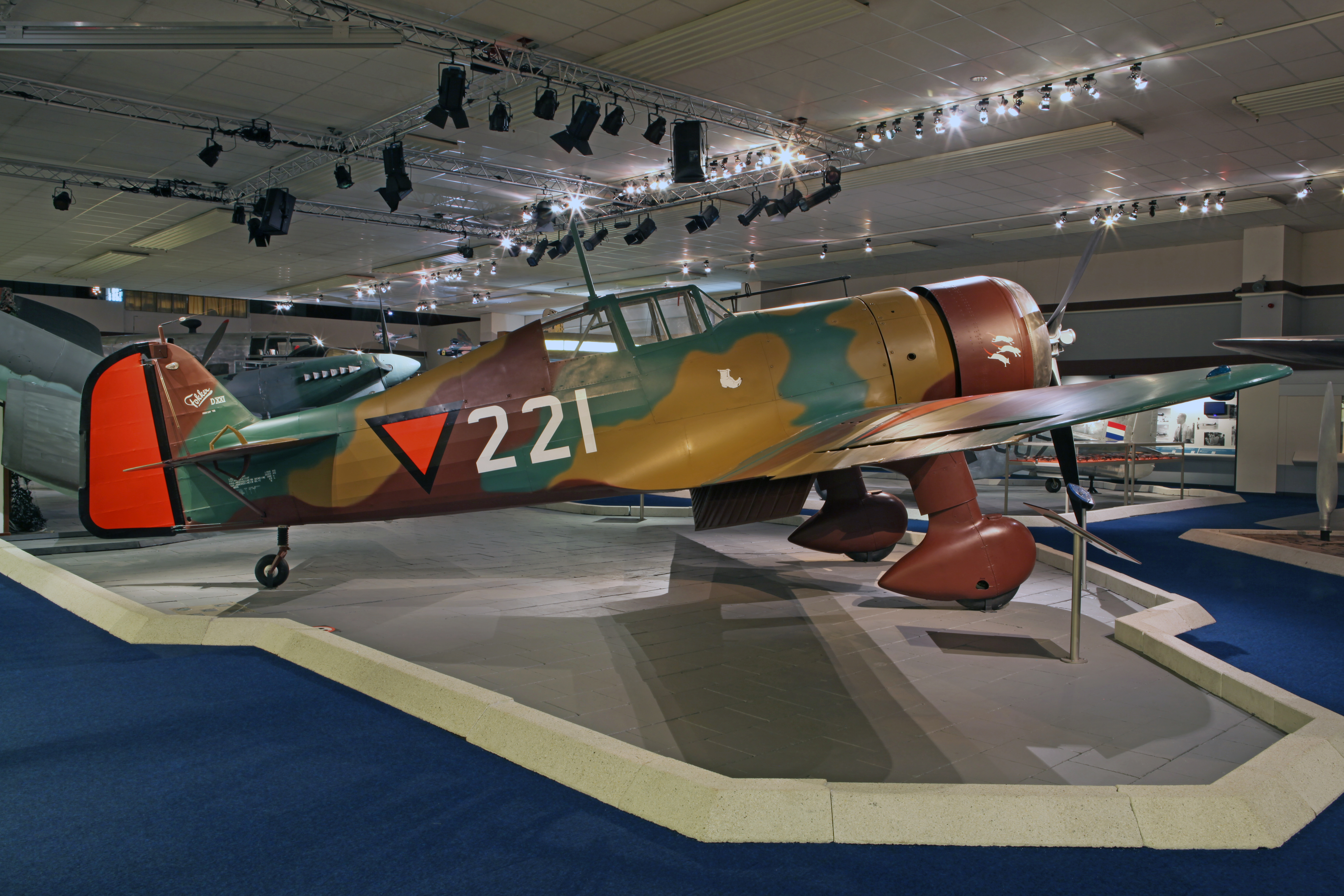

### Фюзеляж
Каркас фюзеляжа состоял из сварной фермы из хромомолибденовых труб, выполненной заодно с моторамой. Обшивка передней части — съёмные панели из сплава «электрон», задней — полотно. В передней части фюзеляж имел круглое сечение, в задней — эллиптическое. Кабина лётчика располагалась посередине машины. Она отапливалась горячим воздухом от двигателя и полностью закрывалась прозрачным фонарём из триплекса и плексигласа. Средняя секция фонаря раскрывалась по продольной оси: левая часть откидывалась на петлях вниз. В полёте фонарь не открывался, но в аварийной ситуации он сбрасывался. За сиденьем пилота несущая ферма фюзеляжа была развита вверх, образуя противокапотажную раму.

### Двигатель
На самолёте предусматривалась установка множества разнообразных двигателей воздушного охлаждения. На самолётах голландского производства устанавливались британские двигатели Бристоль «Меркюри» VII воздушного охлаждения и трёхлопастные металлические винты «Ратье» изменяемого шага. Машины, строившиеся по лицензии в Дании и Финляндии, оснащались двигателем «Меркюри» VIII. Начиная с июля 1940 года на финские самолёты устанавливали американские четырнадцати цилиндровые двухрядные моторы воздушного охлаждения Пратт-Уитни «Твин Уосп Джуниор». Винты применялись изменяемого шага, как металлические, так и деревянные, с полусферическим коком, предохранявшим механизм установки шага от замерзания. Центровка самолёта из-за различия масс двигателей изменялась вариацией объёма и установки топливных и масляных баков (перед и за кабиной). Дополнительный бак можно было разместить в левом крыле. Проектом предусматривалось протектирование всех бензобаков.

### Крыло
Крыло цельнодеревянное двухлонжеронное с фанерной работающей обшивкой трапециевидной формы и округлыми законцовками. Силовой набор крыла составляли два коробчатых лонжерона из бруса (орегонской сосны) и 18 наборных реечных фанерных нервюр (часть из них — кессонного типа). Обшивка носка крыла выполнялась из «электона» а дальше — из фанеры, пропитанной бакелитовой смолой. К заднему лонжерону крепились дюралевые посадочные щитки и элероны с металлическим каркасом и полотняной обшивкой. На элеронах стояли флеттнеры. Стык крыла и фюзеляжа закрывали развитые дюралевые зализы.

### Хвостовое оперение
Хвостовое оперение обычного типа с металлическим каркасом и целиком полотняной обтяжкой. Стабилизатор крепился к фюзеляжу снизу с помощью трубчатых одинарных (на финских и датских машинах — двойных, V-образных) подкосов и сверху с помощью тросовых расчалок. Проводка рулей полускрытая мягкая. На рулях высоты устанавливались триммеры, а на руле поворота — флеттнер. У машин голландского производства рули высоты оснащались выносными весовыми балансирами.

### Шасси
Шасси не убирающееся трёхопорное консольного типа с ориентирующимся хвостовым колесом. Свободнонесущие стойки с масляно-пневматической амортизацией были укреплены на переднем лонжероне. Дюралевые капоты, закрывающие стойки и частично — колеса, придавали хорошо обтекаемые формы. Колеса прикрывались каплевидными обтекателями с небольшой подножкой для механика. На самолётах датского производства центральные секции капотов, прикрывающие гидроцилиндры амортизаторов, обычно не устанавливались. Хвостовое колесо во всех случаях не убиралось. Оно имело механическую связь с рулем поворота и амортизировалось пакетом резиновых пластин.

## Тактико-технические характеристики

Fokker D.XXI

Приведённые ниже характеристики соответствуют модификации D.XXI-3:
Источник данных: Heinonen, Timo. Thulinista Hornetiin : 75 vuotta Suomen ilmavoimien lentokoneita. — Tikkakoski : Keski-Suomen Ilmailumuseo, 1992. — ISBN 951-95688-2-4.,Raunio, Jukka. Lentäjän Näkökulma II.. — Forssa : Jukka Raunio, 1993. — ISBN 951-96866-0-6.

Технические характеристики
- Экипаж: 1 пилот
- Длина: 8,2 м
- Размах крыла: 11,0 м
- Высота: 2,92 м
- Площадь крыла: 16,2 м²
- Масса пустого: 1450 кг
- Нормальная взлётная масса: 1970 кг
- Объём топливных баков: 350 л
- Силовая установка: 1 × воздушный Bristol Mercury VIII
- Мощность двигателей: 1 × 760 л.с. (1 × 559 кВт)

Лётные характеристики
- Максимально допустимая скорость: 700 км/ч
- Максимальная скорость: 460 км/ч
- Крейсерская скорость: 429 км/ч
- Практическая дальность: 930 км
- Практический потолок: 11 350 м
- Нагрузка на крыло: 126,5 кг/м² (расч.)
- Тяговооружённость: 272,7 Вт/кг (расч.)

Вооружение
- Стрелково-пушечное:  
  - 2 × 7,69 мм пулемёта FN-Browning М.36 с 500 сн. на ствол в фюзеляже
  - 2 × 7,69 мм пулемёта FN-Browning М.36 с 300 сн. на ствол в крыле